# إلغار غوربانوف
إلغار غوربانوف (25 أبريل 1986 بباكو في أذربيجان - ) هو لاعب كرة قدم تركي وأذربيجاني في مركز الهجوم. شارك مع منتخب تركيا الوطني لكرة القدم تحت 15 سنة ومنتخب تركيا تحت 16 سنة لكرة القدم ومنتخب تركيا تحت 17 سنة لكرة القدم ومنتخب أذربيجان تحت 19 سنة لكرة القدم ومنتخب أذربيجان تحت 21 سنة لكرة القدم ومنتخب أذربيجان لكرة القدم. أما مع النوادي، فقد لعب مع بولو سبور وسيفاسبور ومرسين إيدمانيوردو ونادي خزر لنكران ونادي فنربخشة ونادي قره باغ وShuvalan FK ‏.

## وصلات خارجية
- إلغار غوربانوف على موقع الاتحاد الأوربي (الإنجليزية)
- إلغار غوربانوف على موقع اتحاد تركيا (لاعب) (الإنجليزية)
- إلغار غوربانوف على موقع قاعدة بيانات كرة القدم.إي يو (الإنجليزية)
- إلغار غوربانوف على موقع ناشيونال فوتبول تيمز (الإنجليزية)
- إلغار غوربانوف على موقع Soccerway.com (الإنجليزية)
- إلغار غوربانوف على موقع AS.com (الإسبانية)